# Universität der Franche-Comté
Die Universität der Franche-Comté (französisch: Université de Franche-Comté) ist eine staatliche französische Universität mit Hauptsitz in Besançon.
Seit 2013 ist sie Teil des regionalen Verbunds der Université Bourgogne Franche-Comté (UBFC) zusammen mit sechs weiteren Hochschulen.

## Institute
- Institut Supérieur d’Ingénieurs de Franche-Comté (instrumentation et techniques biomédicales) – ISIFC
- École nationale supérieure de mécanique et des microtechniques de Besançon – ENSMM
- Université de technologie de Belfort-Montbéliard – UTBM
- Centre Lucien Febvre (ancien LSH - Laboratoire des sciences historiques)

## Ehemalige Studierende
- Yukiya Amano, japanischer Diplomat und hoher internationaler Beamter.
- Alain Chrétien, französischer Politiker
- Annie Gay, französische Historikerin und Regisseurin
- Yves Jégo, französischer Politiker
- Jean-Luc Lagarce, Schauspieler und Regisseur
- Claude Lorius, französischer Klimaforscher
- Jean-Luc Mélenchon, französischer Politiker
- Isabelle Tannier Lorca (Kankyo) französische Zen Meisterin, Lehrerin der Soto-Schule (Sōtō-shū) Referentin und Autorin von 1991 bis 1997
- Hildegard Teuschl, österreichische Sozialreformerin und Gründerin der Hospizbewegung in Österreich
- Hubert-Félix Thiéfaine, französischer Sänger und Komponist
- Martin Vidberg, französischer Comic-Autor
- Anne Vignot, Bürgermeisterin von Besançon (seit 2020).
- Abdoulaye Wade, senegalesischer Politiker, Präsident der Republik Senegal von 2000 bis 2012